# Ferrer Colom
Ferrer Colom (? - Lleida, 4 de desembre de 1340) fou governador general del Comtat d'Urgell (1323 - 1333), conseller reial, i bisbe de Lleida (1334 - 1340).
Prior de Fraga (1321), era canonge de Lleida quan en fou nomenat bisbe el 24 d'octubre de 1334. Feu reunir en un sol volum les constitucions dels seus predecessors i prengué part activa en les discussions sobre la concepció de la Mare de Déu, sostingudes entre franciscans i dominics a l'Estudi General.
Del 1323 al 1333 actuà com a administrador del comtat d'Urgell. D'aquesta època se li atribueix l'encàrrec de la base del vas litúrgic d'argent sobredaurat, actualment al fons del Museu Nacional d'Art, on s'hi pot veure l'escut familiar dels Colom, al costat de l'escut reial, l'escut del Comtat d'Urgell i l'escut de la Baronia d'Entença.
Formà part del consell reial de Jaume el Just. Conseller del rei Alfons el Benigne, com a comte d'Urgell. Quan Alfons el Benigne i la seua esposa, Teresa d'Entença van anar a dirigir personalment la conquesta de l'illa de Sardenya, el van deixar com a rector de Balaguer.
Assistí a la coronació del rei Pere el Cerimoniós (1336), i al trasllat a la catedral de Barcelona de les despulles de Santa Eulàlia.
Va morir el 4 de desembre de 1340, i va ser sepultat a la Capella de la Concepció de la Seu Vella de Lleida, capella que ell mateix havia manat edificar (1335), dedicada a la santificació i concepció de Maria.